# Mesua ferrea
Espèce
Statut de conservation UICN

 VU  : Vulnérable
Mesua ferrea dénommé aussi Ceylon ironwood, ou cobra saffron est une espèce de plantes à fleurs de la famille des Calophyllaceae. C'est un arbre à feuilles persistantes qui est originaire des régions humides et tropicales du Sri Lanka, d'Inde, de Birmanie, de Thaïlande, d'Indochine, des Philippines, de Malaisie et de Sumatra. Il pousse dans les forêts surtout près des rivières, dans les vallées. Au Sri Ĺanka il est dénommé bois de fer et c'est un arbre "sacré"

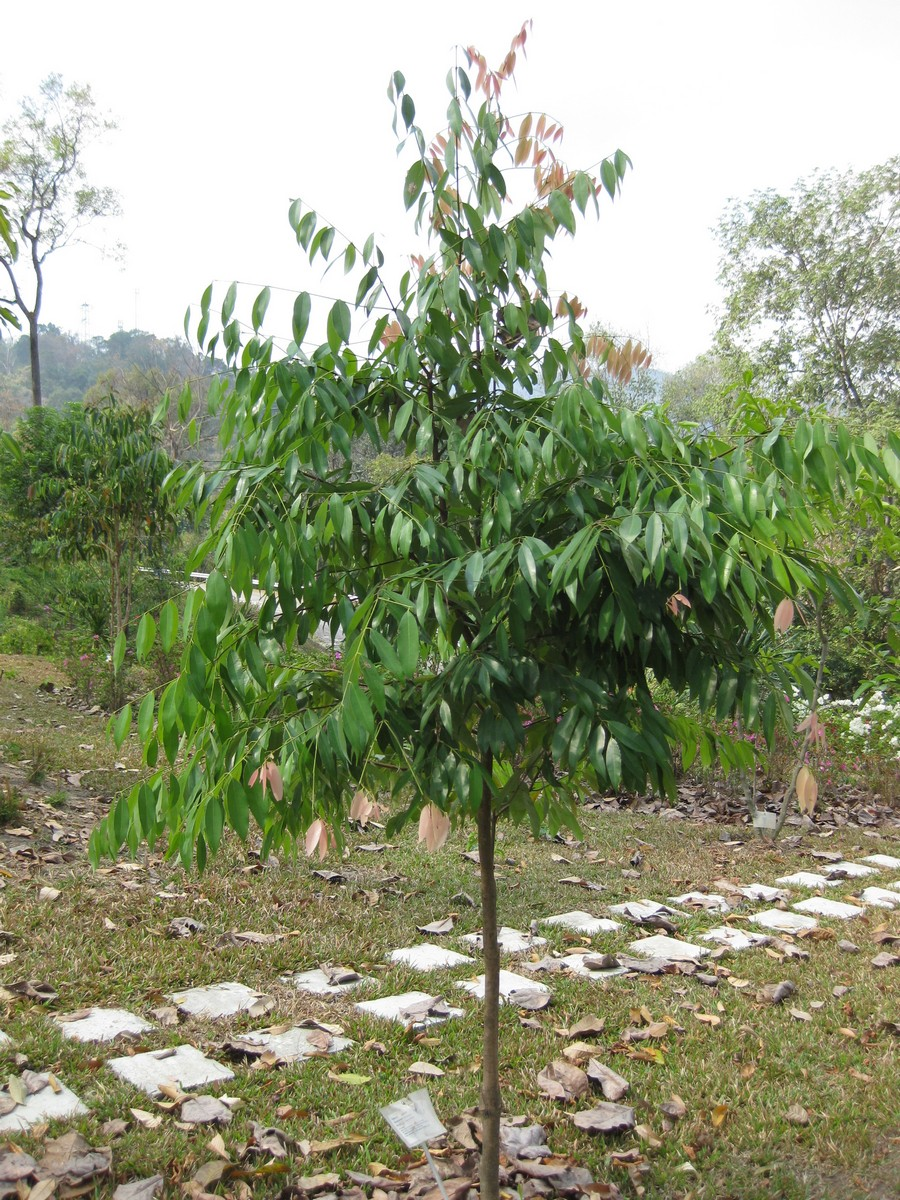
Mesua ferrea, au Jardin botanique de la reine Sirikit, en Thaïlande.

Cet arbre à croissance lente doit son nom à la lourdeur et à la dureté de son bois. Il est largement cultivé comme plante ornementale pour sa forme gracieuse, son feuillage vert grisâtre avec une belle couleur rose à rouge des jeunes feuilles tombantes, et ses grandes fleurs blanches parfumées. C'est l'arbre national du Sri Lanka, ainsi que l'arbre d'État du Mizoram et la fleur d'État du Tripura en Inde.
Au Sri Lanka, il est appelé « diya na » en langue singhalaise, ce qui signifie « water na tree » (arbre de l'eau). Ce « diya na » n'est pas cultivé,. Dans la révision la plus récente, diya na est nommé Mesua thwaitesii et na est nommé Mesua ferrea.

## Systématique
Le nom correct complet (avec auteur) de ce taxon est Mesua ferrea L..
Ce taxon porte en français les noms vernaculaires ou normalisés suivants : arbre de fer d'Annam, bois d'anis, bois de fer.
Mesua ferrea a pour synonymes :
- Calophyllum nagassarium Burm.fil.
- Mesua coromandelina Wight
- Mesua ferrea subsp. salicina (Planch. & Triana) Vesque
- Mesua ferrea var. salicina (Triana & Planch.) Vesque
- Mesua nagana Gardner
- Mesua nagassarium subsp. sclerophylla (Planch. & Triana) Trimen
- Mesua nagassarium var. coramandeliana (Wt.) K.K.N.Nair
- Mesua nagassarium var. salicina (Planch. & Triana) Vesque
- Mesua nagassarium var. sclerophylla (Thwaites) Trimen
- Mesua nagassarium (Burm.fil.) Kosterm.
- Mesua pedunculata Wight
- Mesua roxburghii Wight
- Mesua salicina Planch. & Triana
- Mesua sclerophylla Thwaites
- Mesua speciosa Choisy
- Mesua walkeriana Planch. & Triana

## Liste des variétés
Selon GBIF (1 décembre 2024) :
- Mesua ferrea var. coromandeliana (Wight) N.P.Singh

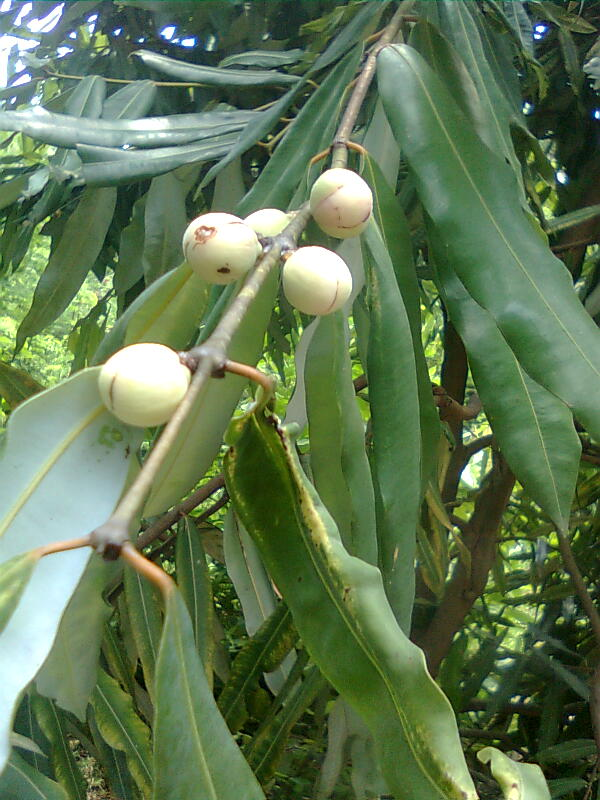
fruits mûrs

- Mesua ferrea var. ferrea

## Description
L'arbre peut atteindre plus de 30 m de hauteur, souvent renforcé à la base par un tronc dont le diamètre peut atteindre 2 m. L'écorce des jeunes arbres est gris cendré avec des écailles floconneuses, tandis que celle des vieux arbres est gris cendré foncé avec une tache rouge-brun. Les feuilles sont simples, opposées, étroites, oblongues à lancéolées, bleu-gris à vert foncé, 7-15 cm de long et 1,5-3,5 cm de large, avec une face inférieure blanchâtre. Les jeunes feuilles émergentes sont rouges à rose jaunâtre et tombantes. Les branches sont minces, térébrantes et glabres. Les fleurs bisexuées ont un diamètre de 4-7,5 cm, avec quatre pétales blancs et un centre de nombreuses étamines jaune orangé. Le fruit est une capsule ovoïde à globuleuse contenant une à deux graines.

## Taxonomie
Mesua ferrea est un complexe d'espèces qui a été divisé en plusieurs espèces et variétés. A.J.G.H. Kostermans et Gunatilleke et al. appellent l'arbre décrit dans cet article Mesua nagassarium,. Kostermans énumère plusieurs sous-espèces de Mesua nagassarium. Kostermans et Gunatilleke et al. classent Mesua ferrea dans la famille Clusiaceae, tandis que dans la base de données AgroForestryTree Database, elle est attribuée aux Guttiferae,.

## Répartition et habitat
Mesua ferrea est originaire des régions humides et tropicales du Sri Lanka, de l'Inde, du sud du Népal, de la Birmanie, de la Thaïlande, de l'Indochine, des Philippines, de la Malaisie et de Sumatra, où il pousse dans les forêts sempervirentes, en particulier dans les vallées fluviales. Dans l'est de l'Himalaya et les Ghats occidentaux en Inde, il pousse jusqu'à des altitudes de 1 500 m, tandis qu'au Sri Lanka, il pousse jusqu'à 1 000 m,,.

### Histoire de l'arbre au Sri Lanka
Dans la zone sèche du Sri Lanka, où les arbres à bois de fer ne poussent normalement pas à l'état sauvage, on peut voir de grands et vieux arbres à bois de fer autour des vestiges d'anciens monastères bouddhistes sur des collines rocheuses autour de Dambulla, tels que Na Uyana Aranya, Namal Uyana, Na-golla Aranya, Pidurangala près de Sigiriya, Kaludiya Pokuna près de Kandalama, et Ritigala. Ils sont probablement les descendants d'arbres plantés comme plantes ornementales dans les monastères dans les temps anciens, pendant la période d'Anuradhapura. Les arbres plus âgés forment des drageons ou des pousses à partir de la base du tronc, qui deviennent de nouveaux arbres lorsque le vieux tronc tombe ; les bases et les racines de certains arbres de bois de fer de ces sites pourraient donc être très anciennes.
Dans le bouddhisme Theravada, cet arbre aurait été utilisé comme arbre de l'illumination, ou Bodhi, par quatre Bouddhas appelés « Mangala - මංගල », « Sumana - සුමන », « Revatha - රේවත » et « Sobhitha - සෝභිත ».

## Utilisations
Comme son nom anglais l'indique, le bois de cet arbre est très lourd, dur et solide. La densité est de 940 à 1 195 kg/m3 à 15 % d'humidité. La couleur est un rouge foncé profond. Il est difficile » à scier et est principalement utilisé pour les traverses de chemin de fer et le bois de charpente lourd.
Au Sri Lanka, les piliers du sanctuaire d'Embekke, datant du XIVe siècle, près de Kandy, sont en bois d'arbre de fer.
Les fleurs, les feuilles, les graines et les racines sont utilisées comme plantes médicinales en Inde, en Malaisie, etc., et dans les bâtons d'encens nag champa.
Dans l'État d'Assam, au nord-est de l'Inde, ses graines étaient utilisées pour l'éclairage le soir pour les besoins quotidiens (tandis que l'huile de moutarde était utilisée à des fins religieuses, sanitaires et culinaires) avant l'introduction du kérosène par les Britanniques.

## Galerie

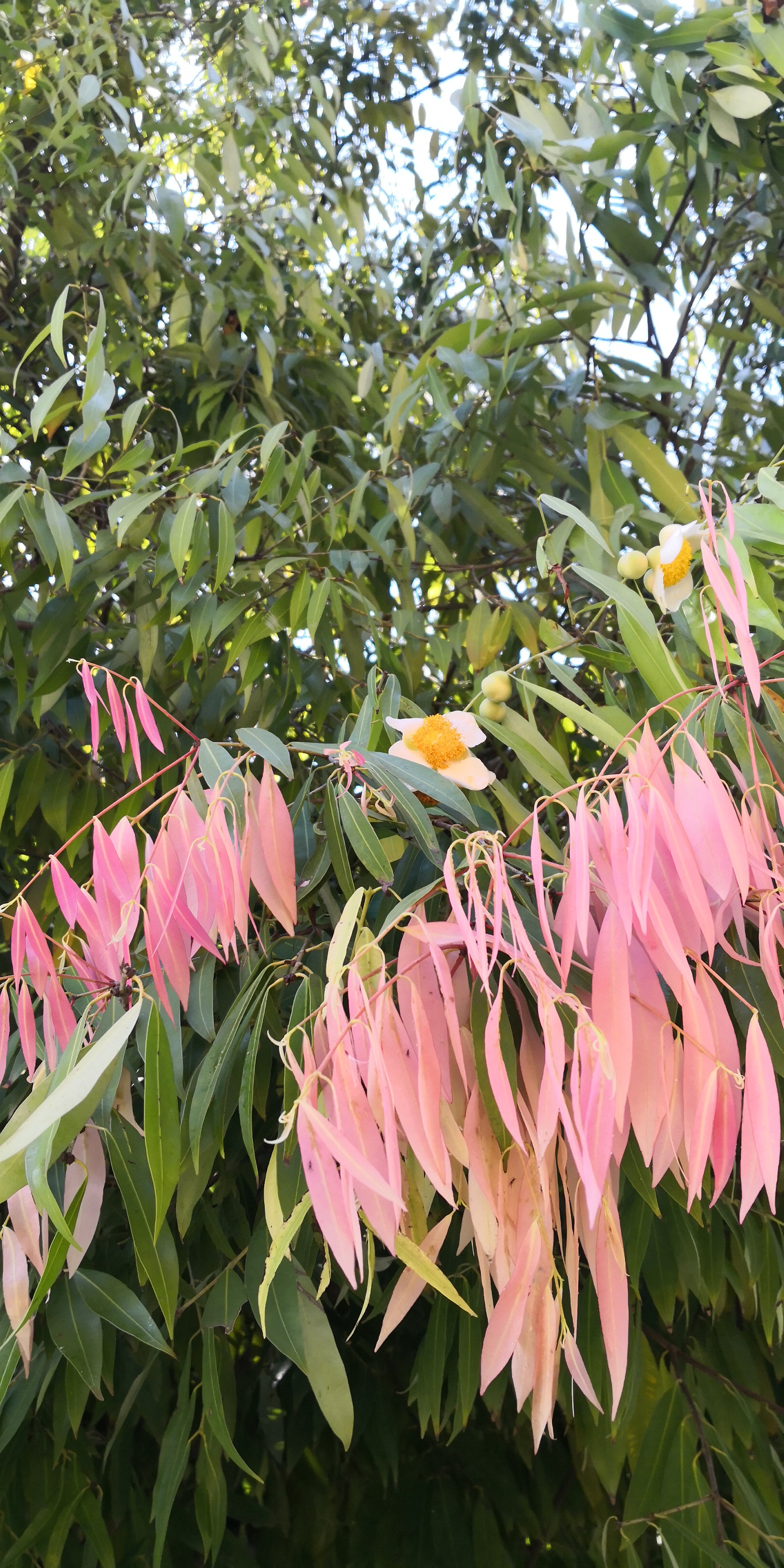
Jeunes feuilles et fleurs.
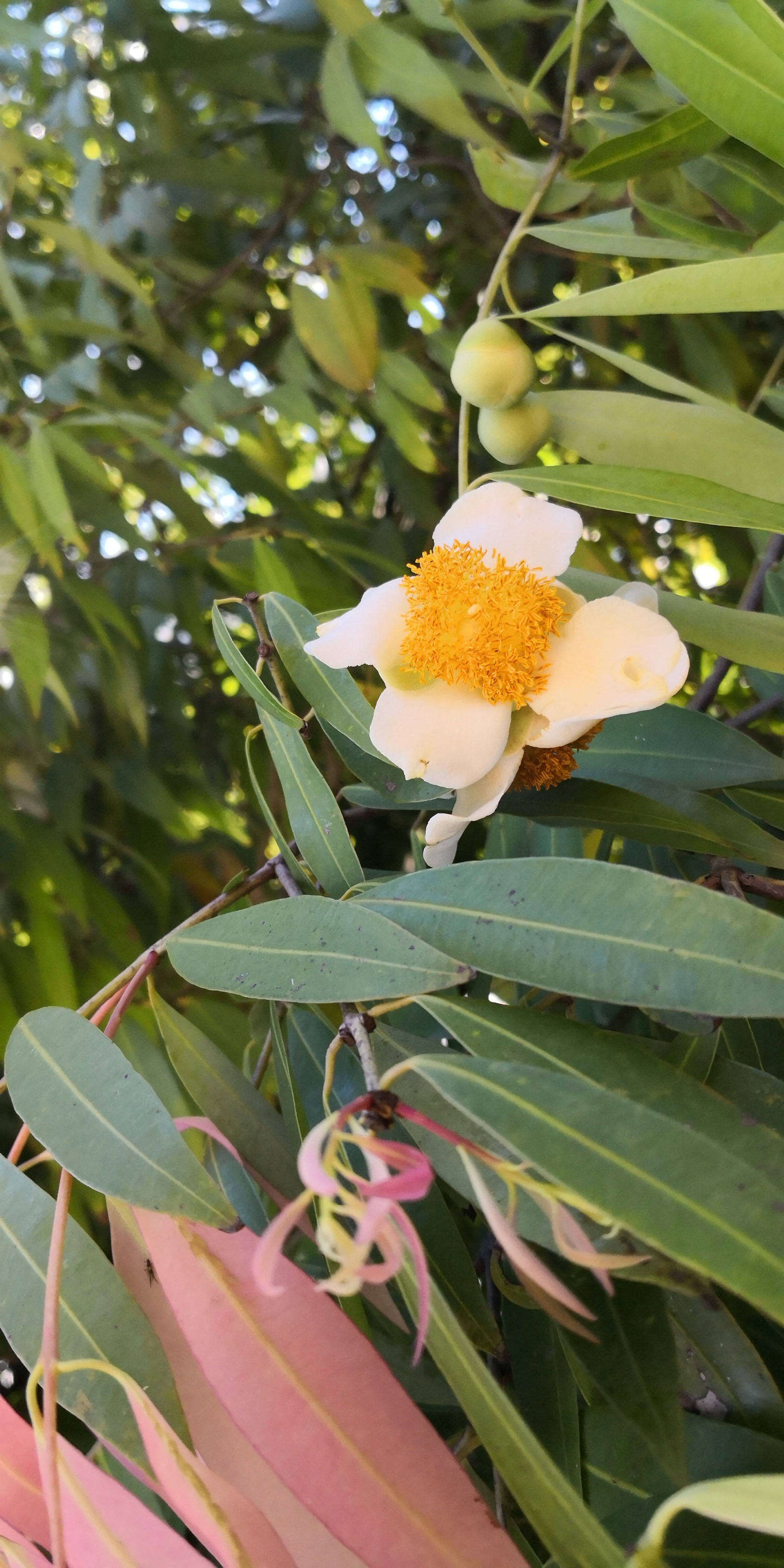
Jeunes feuilles et fleurs.
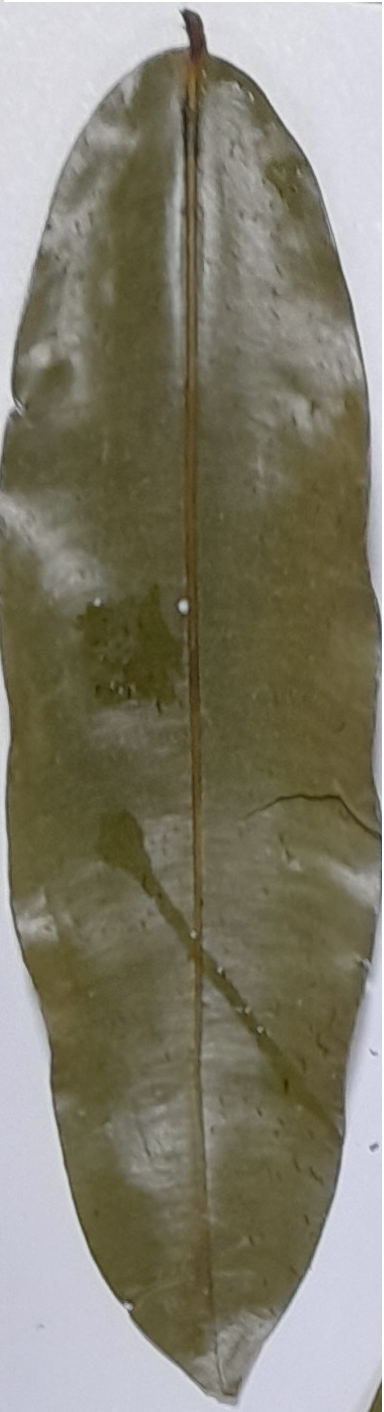
Feuille âgée
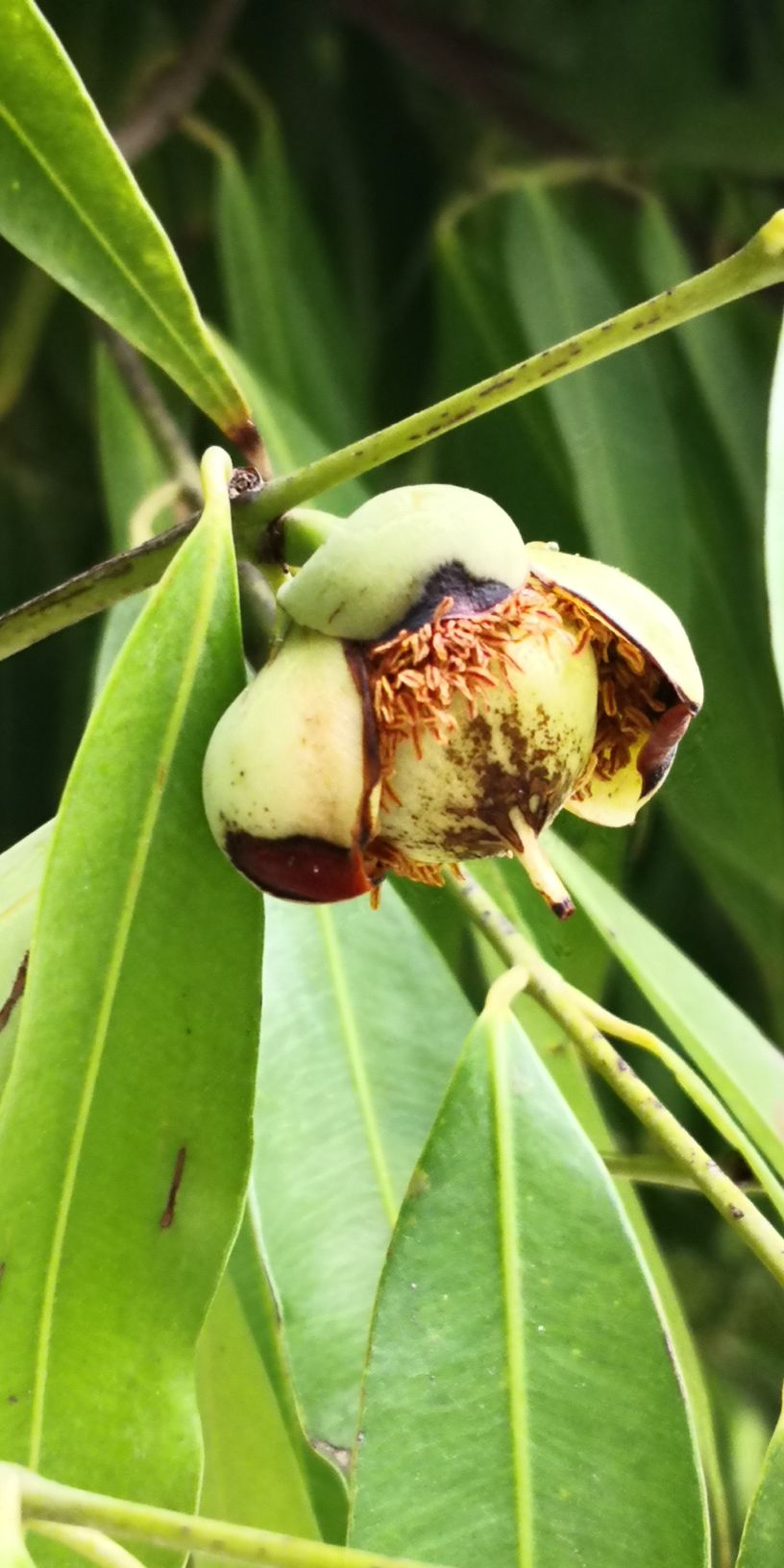
Jeune fruit vert.
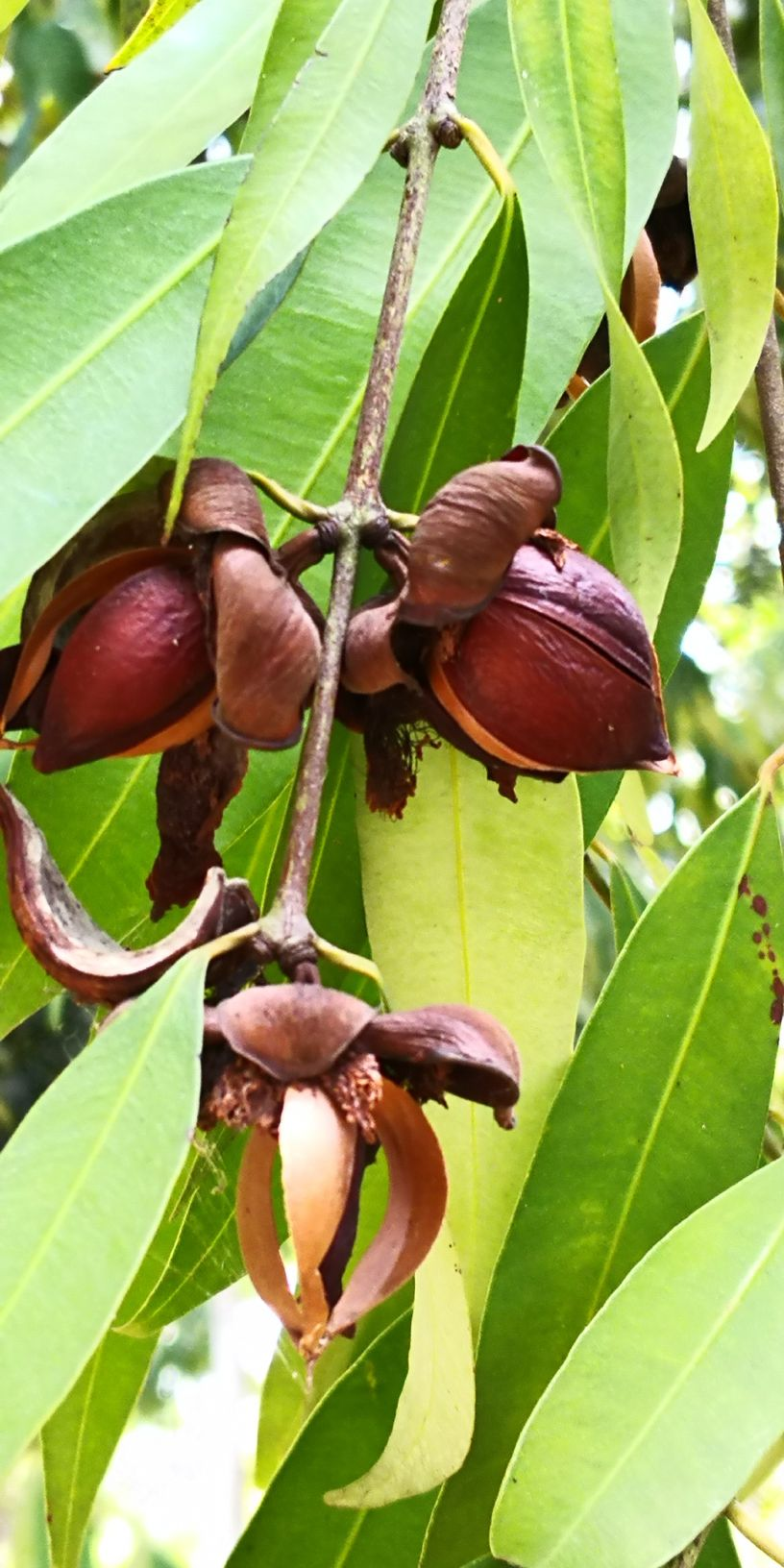
Fruits mûrs.
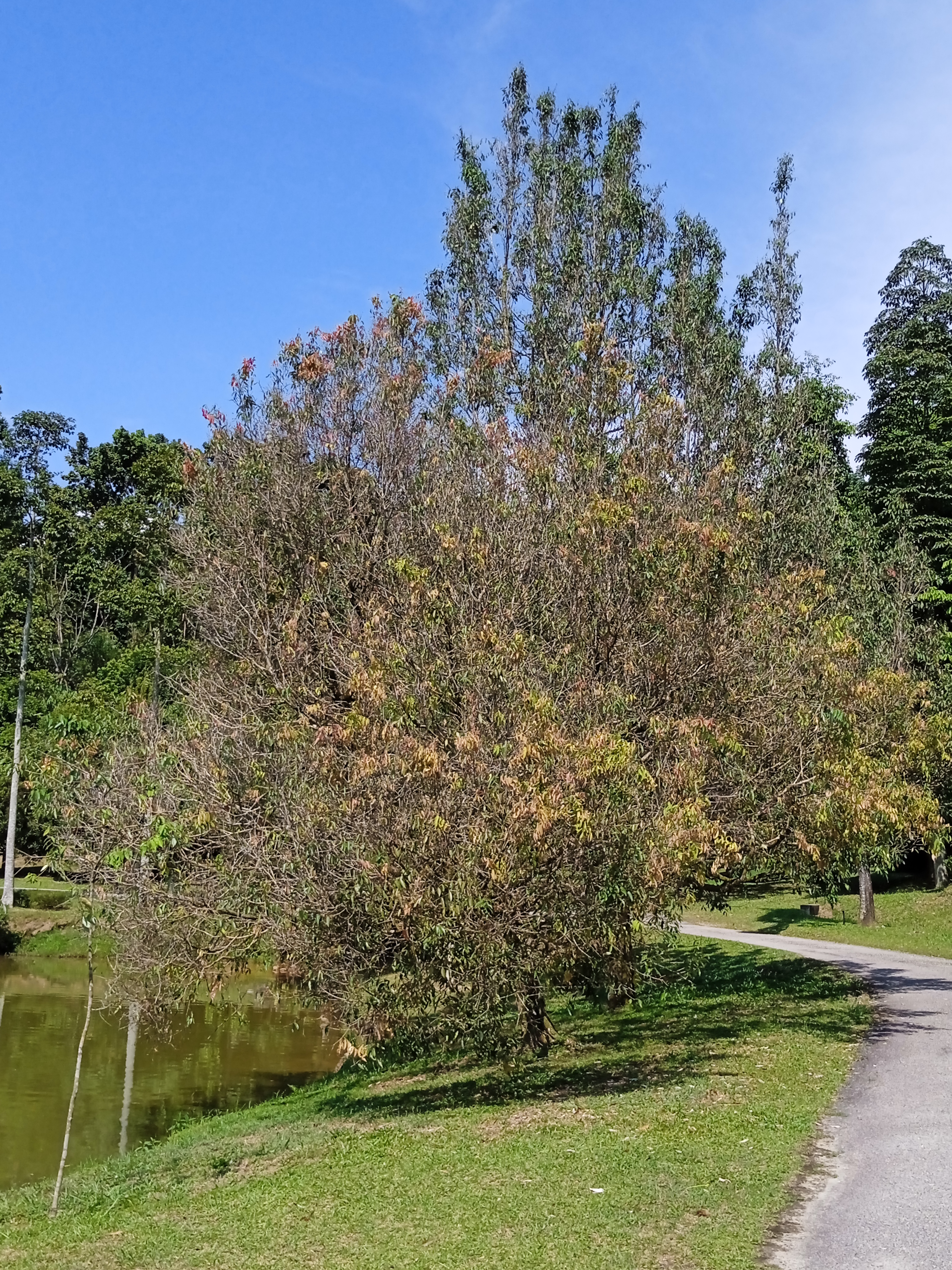
Arbre de fer en Malaysie